# Medinilla schraderbergensis
Medinilla schraderbergensis är en tvåhjärtbladig växtart som beskrevs av Rudolf Mansfeld. Medinilla schraderbergensis ingår i släktet Medinilla och familjen Melastomataceae. Inga underarter finns listade i Catalogue of Life.